# مقاطعة جونز (جورجيا)
مقاطعة جونز (بالإنجليزية: Jones County)‏ هي إحدى المقاطعات في ولاية جورجيا في الولايات المتحدة الأمريكية.

## أعلام
- ابراهام كوركيندول أليسون
- ميخائيل أ. هيلي
- بين بارون روس
- ألفرد إيفرسون جونيور
- جيمس هندرسون بلونت